# De lawaai-eter
De lawaai-eter is het 269e stripverhaal van Jommeke. De reeks wordt getekend door Studio Jef Nys. Het album verscheen op 2 april 2014.

## Verhaal
Filiberke kan de slaap niet vatten omdat er overal veel lawaai is. Hij onderneemt een zoektocht naar mogelijkheden om te ontsnappen aan alle mogelijke geluiden rondom hem en gaat op ontdekkingstocht naar het stilste plekje van het land. Dat doen hij en Jommeke met behulp van een uitvinding van professor Gobelijn en een bevriende collega: Dédé Sibel. De twee professoren leggen net de laatste hand aan een nieuwsoortige geluidsmeter: een apparaat dat het mogelijk maakt om een menselijke stem om te zetten in energie. Voortaan kunnen wasmachines draaien op gepraat, en rijden autobussen op zingende passagiers. De uitvinding is een mijlpaal in de geschiedenis. Maar gratis energie, dat is helemaal niet naar de zin van de grote baas van het elektriciteitsbedrijf Elektroprom. Hij pleegt overleg met sjeik Al-Ben-Zin.
Een tijd later merkt Flip een vreemde man op in de buurt van het huis van Gobelijn. Hij waarschuwt Jommeke en die rent met Filiberke meteen richting de professor. Flip was al eerder aangekomen en wordt gevangengenomen en ontvoerd door Carlos dela Rubarbos. Jommeke en Filiberke doen een verontrustende vaststelling. Er is geen enkel spoor van de professor en Flip. Een videocamera blijkt een en ander te hebben gefilmd. Snel wordt duidelijk dat Carlos naar een geheime plaats voor de Normandische kust is vertrokken. Hij heeft eerst nog wel een onderhoud gehad op het elektriciteitsbedrijf en daar nog wat geld afhandig gemaakt. Wanneer Jommeke en Filiberke ook langs het elektriciteitsbedrijf komen begrijpt zowel de baas als de daar aanwezige Al-Ben-Zin dat Carlos hen beiden bestolen heeft. Het plan om samen te werken en naar de Normandische kust te vertrekken krijgt meteen vorm.
Bij Jommeke thuis komt echter een brief toe waarin staat te lezen dat Jommeke zich alleen moet aanbieden bij Carlos of dat anders Flip het niet zal overleven. Jommeke wordt bij een vuurtoren aan wal gezet. Wat later duikt Carlos met zijn duikboot op en Jommeke wordt meegenomen. Wat Carlos niet weet is dat Jommeke, via een klein zender-ontvangertje, in contact blijft staan met Filiberke. Jommeke wordt echter wel opgesloten in een kamertje boven in een rots die de vorm van een breinaald heeft. Met een list weet hij echter te ontsnappen en wat later slaagt hij met militaire hulp erin om Carlos buitenspel te zetten en zijn ook Flip en de professoren weer vrij. Carlos wordt afgevoerd richting gevangenis en Al-Ben-zin gaat samenwerken met de elektriciteitsmaatschappij.

## Achtergronden bij het verhaal
- In het verhaal zingt men, Voor mij een Doremietje met een rietje. Dit is een parodie op het liedje 'Sophietje' dat in 1965 gezongen werd door Johnny Lion, Zij dronk ranja met een rietje, mijn Sophietje.